# Арапи у Републици Српској
Арапи у Републици Српској (арап. جمهورية صرب البوسنة عرب) грађани су арапског поријекла који живе и раде на територији Републике Српске.
Арапски народи немају признат статус националних мањина у Републици Српској, па сходно томе немају представнике и делегате у Савјету националних мањина, и Савезу националних мањина.

## Историјат
Арапи су у ове просторе почели да досељавају крајем 20. вијека и почетком 21. вијека. Током Одбрамбено-отаџбинског рата, одређен број припадника арапских народа се борио у злогласном одреду Ел Муџахид, који је дјеловао у саставу такозване Армије Републике БиХ.
Почетком 21. вијека, Арапи у великој мјери крећу са насељавањем територије Федерације Босне и Херцеговине, гдје купују углавном напуштена српска имања. У Федерацији БиХ припадници арапских народа, постају бројнији од законом признатих националних мањина. С обзиром на близину ентитетске границе, као и велике предјеле на којима су прије рата живјели Муслимани и Хрвати, а сада су та земљишта остала напуштена, Арапи посљедњих година прелазе и у Републику Српску гдје купују управо оваква имања. Већа боравишта припадника арапских народа у Републици Српској нису забиљежене, за разлику од Федерације БиХ, гдје је изграђено или се гради већи број насеља, намијењених искључиво за припаднике арапских народа. Геодетска управа Републике Српске је током 2016. године објавила да у Републици Српској, Арапи под маском федералних фирми купују на десетине хектара напуштених везаних парцела.
У мају мјесецу 2017. године група арапских инвеститора, у које спадају представници трговачких и консалтинг фирми, као и представници коморског система, први пут су боравили у службеној посјети Републици Српској када су са Привредном комором Републике Српске и домаћим привредницима, разматрали потенцијална улагања у Републику Српску. Робна размјена Уједињених Арапских Емирата и Републике Српске је мања од 10 милиона марака годишње.
На факултетима у Републици Српској, школује се одређен број студената из арапских земаља, углавном Сиријци православне религије.

## Религија
Арапи у Републици Српској, као и већина њихових сународника, у матичним земљама, као и широм свијета су исламске вјероисповијести, док је мањи број хришћанске вјероисповијести.

## Култура
Арапи у Републици Српској настоје да кроз своје активности задрже матичну културу и промовишу своје обичаје и традицију.

## Удружења
У Републици Српској, не постоји ни једно удружење, које окупља припаднике арапског народа.

## Распрострањеност
По попису становништва 2013. у Босни и Херцеговини, а према подацима које је издала Агенција за статистику Босне и Херцеговине у Републици Српској је живјело 14 Арапа. Припадници арапске популације у Републици Српској су пописани у више категорија, као припадници народа Арапског свијета.
| Арапски народи, према попису становништва 2013. у Републици Српској |        |
| Народ                                                               | укупно |
| укупно                                                              | 14     |
| Арапи                                                               | 4      |
| Иранци                                                              | 1      |
| Мароканци                                                           | 1      |
| Палестинци                                                          | 1      |
| Сиријци                                                             | 6      |
| Тунишани                                                            | 1      |

## Значајне личности
- Јемен Хрекес, психолог и културолошли медијатор, који је родну Сирију замијенио највећим градом Републике Српске.[6]